# Globevnik
Globevnik je priimek v Sloveniji, ki ga je po podatkih Statističnega urada Republike Slovenije na dan 1. januarja 2010 uporabljalo 64 oseb in je med vsemi priimki po pogostosti uporabe uvrščen na 6.299. mesto.

## Znani nosilci priimka
- Darja (Žorga) Globevnik (1949—1983), jezikoslovka, etimologinja
- Josip Globevnik (1908—1988), pravnik, ustavni sodnik, publicist
- Josip Globevnik (*1945), matematik, univ. profesor, akademik
- Lidija Globevnik (*1962), hidrotehničarka